# Viola Amherd
Viola Patricia Amherd (Brig-Glis, 7. lipnja 1962.) švicarska je političarka. Od 2019. do 2025. godine, bila je vijećnica Saveznog vijeća Švicarske i ministrica Saveznog ministarstva obrane, civilne zaštite i sporta. Od 1. siječnja do 31. prosinca 2024. godine, bila je predsjednica Saveznog vijeća.

## Životopis
Rođena je 1962. u Brigu, kanton Valais. Nakon klasičnog školovanja u Brigu, studirala je na Sveučilištu u Fribourgu gdje je diplomirala 1987. Zatim je u Valais 1990. godine dobila diplomu javnog bilježnika, a 1991. diplomu odvjetnice.
Nakon učlanjenja u Kršćansko-demokratsku narodnu stranku, 1992. godine postaje gradskom vijećnicom u Brigu. Od 2000. do 2012. bila je gradonačelnica Briga.
Od 31. svibnja 2005. do 31. prosinca 2018. jedna je od zastupnika kantona Valais u Nacionalnom vijeću.
Nakon odstupanja Doris Leuthard, izabrana je 5. prosinca 2018. u Savezno vijeće iz redova Kršćansko-demokratske narodne stranke. Danom preuzimanja službe u Vijeću, 1. siječnja 2019. postala je prvom ženom iz kantona Valais u Vijeću, kao i prvom ženom na čelu Saveznog ministarstva obrane, civilne zaštite i sporta.
2021. godine njezina Kršćansko-demokratska narodna stranka spojila se s Građanskom demokratskom strankom u novu stranku Centra.
2023. godine izabrana je za potpredsjednicu Saveznog vijeća, a od 1. siječnja do 31. prosinca 2024. predsjednica je Saveznog vijeća.

## Politički stavovi
Viola Amherd dosada je pokazala protivljenje uvođenju minimalne plaće i legalizaciji marihuane. Također se protivi podizanju dobne granice za odlazak u mirovinu. Smatra se naklonjena ženskim kvotama, očinskom dopustu i posvajanju djece od strane homoseksualnih parova..
Za vrijeme njezinog mandata kao ministrice obrane, Švicarci su na referendumu, s 50.14% glasova „za”, odobrili kupnju novih borbenih aviona u vrijednosti 6 milijardi franaka.